# 石川康長
石川 康長（いしかわ やすなが）は、安土桃山時代から江戸時代前期にかけての武将、大名。信濃松本藩の第2代藩主。諱は三長（みつなが）、数長（かずなが）とも言う。

## 生涯
石川数正の長男として生まれ、徳川家康に仕える。
天正12年（1584年）、家康の次男秀康が大坂に送られた際に本多成重（仙千代）や弟・康勝（勝千代）と共に扈従し、翌天正13年（1585年）、父が家康の下を出奔して豊臣秀吉に仕えたのに従って、豊臣家に仕える。
文禄元年（1592年）、文禄の役では父の代理として肥前名護屋城に詰めて、在陣衆の1つとして500名を率いて駐屯した。父の死去により、家督を継いで第2代藩主となり、父の遺領10万石のうち8万石を相続し、残りの2万石は2人の弟に分知された。
康長は父の代より続く居城の松本城の普請をさらに進めるが、その規模は8万石の分限を超えていたため、百姓人夫は苦労した。山林の木や竹を伐採し、民家を取り壊しても償いもなく、強引な施策の連続であった。太鼓門に据える巨石を運ぶ人足が苦情を訴えたことを知ると、自らその首を刎ね、槍で差し上げて「者どもさあ引け」と叫んで運搬させたと伝わっている。
文禄3年（1595年）、伏見城普請を分担。
慶長2年（1597年）、豊臣姓を下賜された。同年10月29日、従五位下式部大輔に叙任される。
慶長5年（1600年）、家康の会津征伐に従い、そのまま東軍に与する。徳川秀忠の中山道軍に従い、西軍の真田昌幸を攻撃することになり、康長は日根野吉重と共に上田城の支城・冠者ヶ嶽城を攻めて大敗した。このため関ヶ原本戦には参加できなかったが、東軍であったことで、所領は安堵された。

慶長18年（1613年）10月19日、大久保長安と縁戚関係にあったことから、大久保長安事件に連座。領地隠匿の咎を受けて弟の康勝、康次と共に改易され、康長の身柄は佐伯藩主毛利高政の預とされて、豊後佐伯に流罪に処された。改易の理由は、分限を超えた城普請が原因であったとする説や、幕府の外様大名外しであったとする説などもある。
『山口休庵咄』に弟康勝と共に召募に応じて兵5,000と大坂城に入城したとあるのは誤りであると『戦国人名辞典』にある。
寛永19年（1642年）12月11日に配所で死去した。享年89。真宗大谷派善教寺を墓所とする。配流された際に持参した念持仏を毎日拝んでいたという。この念持仏は死の直前に、毛利家用人の伊沢六右衛門に与えられ、その後は古川家に伝来したが、昭和46年（1971年）に古川家より松本市に寄贈された。
康長は康勝と同じく古田織部に茶の湯を学び、娘婿の大久保藤十郎は織部の高弟であった。